# 杨洪波 (1960年)
杨洪波（1960年8月—），男，汉族，四川邻水人，中华人民共和国政治人物。同济大学建筑系城市规划专业本科毕业，英国威尔士大学城市规划专业硕士研究生。

## 生平
1978年10月至1982年7月，在同济大学建筑系城市规划专业学习。1982年7月参加工作，任职于四川省建筑勘测设计院。1983年7月，在四川省城乡规划设计研究院工作。1988年8月加入中国共产党。1990年8月，在英国威尔士大学城市规划专业学习。
1992年2月，任四川省城乡规划设计研究院风景园林室主任。1992年6月，任四川省城乡规划设计研究院副院长（期间：1994年12月至1995年12月下派南充市嘉陵区任副区长）。1995年12月，任四川省建设委员会主任助理。1996年12月，任四川省建设委员会党组成员、副主任。2000年5月，任四川省建设厅党组成员、副厅长。2003年1月，任四川省建设厅党组书记、副厅长。2003年3月，任四川省建设厅党组书记、厅长。2009年12月，任四川省住房和城乡建设厅党组书记、厅长。2012年11月，任中共遂宁市委书记。2016年6月，当选四川省人民政府副省长，负责环境保护、住房城乡建设、交通运输（含公路、水运、邮政、铁路、航空）、旅游等工作。2021年2月，当选为四川省人大常委会副主任。2023年1月，换届卸任四川省人大常委会副主任。
2008年，当选第十一届全国人民代表大会四川地区代表。